# Taeniura grabata
Taeniura grabata (É. Geoffroy Saint-Hilaire, 1817), conhecida pelo nome comum de uje ou ratão-grande, é uma espécie de raia peretencente à família Dasyatidae da ordem dos Myliobatiformes. A espécie apresenta coloração escura, com a barbatana peitoral a formar um disco quase circular com cerca de 1 m de diâmetro, cauda curta e pele lisa e desprovida de protuberâncias. A espécie é ovovivípara do tipo vivípara aplacentário. Alimenta-se de pequenos peixes e crustáceos que captura junto ao fundo do mar.Tem uma distribuição natural alargada nas costas do continente africano, desde o Mediterrâneo Ocidental até ao Golfo da Guiné, incluindo os arquipélagos da Macaronésia e nas costas do Oceano Índico desde o norte de Moçambique ao Mar Vermelho. Prefere habitats com fundos arenosos ou de vasa, mas também ocorrem em áreas de fundo rochoso onde existam pequenas bolsas arenosas. A International Union for Conservation of Nature (IUCN) ainda não dispõe de dados suficientes para avaliar o estado de conservação da espécie.